# Метрологічний нагляд
Метрологічний нагляд — діяльність, яка провадиться у сфері законодавчо регульованої метрології з метою перевірки додержання суб'єктами господарювання вимог Закону України «Про метрологію та метрологічну діяльність», технічних регламентів та інших нормативно-правових актів у сфері метрології та метрологічної діяльності.
Метрологічний нагляд здійснюється центральним органом виконавчої влади, що реалізує державну політику у сфері метрологічного нагляду, — Державною службою України з питань безпечності харчових продуктів та захисту споживачів (Держпродспоживслужба).

## Види
Видами метрологічного нагляду є:
- державний ринковий нагляд за відповідністю законодавчо регульованих засобів вимірювальної техніки вимогам технічних регламентів;
- метрологічний нагляд за законодавчо регульованими засобами вимірювальної техніки, що перебувають в експлуатації;
- метрологічний нагляд за кількістю фасованого товару в упаковках.

## Державна політика у сфері метрологічного нагляду

### Повноваження центрального органу виконавчої влади, що реалізує політику нагляду
Центральний орган виконавчої влади, що реалізує державну політику у сфері метрологічного нагляду:
1. перевіряє діяльність суб'єктів господарювання щодо додержання ними вимог Закону України «Про метрологію та метрологічну діяльність», технічних регламентів та інших нормативно-правових актів у сфері метрології та метрологічної діяльності (далі — метрологічні вимоги);
2. подає законодавчо регульовані засоби вимірювальної техніки, що перебувають в експлуатації, для інспекційної повірки у випадках, передбачених законодавством;
3. перевіряє кількість фасованого товару в упаковках під час його фасування та продажу;
4. у разі виявлення порушення метрологічних вимог:
  - забороняє застосування та випуск з ремонту законодавчо регульованих засобів вимірювальної техніки, що перебувають в експлуатації, до моменту усунення порушень метрологічних вимог;
  - анулює результати повірки законодавчо регульованих засобів вимірювальної техніки, що перебувають в експлуатації;
  - видає приписи та встановлює строки усунення порушень метрологічних вимог;
  - забороняє реалізацію партій фасованого товару, з яких відбиралися зразки упаковок фасованих товарів, до моменту усунення порушень метрологічних вимог;
  - вживає в порядку, встановленому законами України, заходів для притягнення до відповідальності осіб, винних у порушенні законодавства про метрологію та метрологічну діяльність;
  - вносить центральному органу виконавчої влади, що реалізує державну політику у сфері метрології та метрологічної діяльності, пропозиції про анулювання свідоцтв про уповноваження;
  - надсилає правоохоронним органам матеріали про порушення метрологічних вимог у випадках, передбачених законодавством;
5. здійснює інші повноваження, визначені законами та покладені на нього актами Кабінету Міністрів України.

Поновлення застосування та випуску з ремонту законодавчо регульованих засобів вимірювальної техніки, що перебувають в експлуатації, реалізації партій фасованих товарів в упаковках здійснюється на підставі позитивних висновків повторної перевірки.

### Державний ринковий нагляд
Повноваження центрального органу виконавчої влади, що реалізує державну політику у сфері метрологічного нагляду, щодо здійснення державного ринкового нагляду за відповідністю законодавчо регульованих засобів вимірювальної техніки вимогам технічних регламентів встановлюються Законом України «Про державний ринковий нагляд і контроль нехарчової продукції».

### Метрологічний нагляд за ЗВТ
Під час метрологічного нагляду за законодавчо регульованими засобами вимірювальної техніки (ЗВТ), що перебувають в експлуатації, у суб'єктів господарювання проводиться перевірка щодо:
- стану та дотримання правил застосування засобів вимірювальної техніки;
- додержання вимог до періодичної повірки засобів вимірювальної техніки;
- застосування дозволених одиниць вимірювання під час експлуатації засобів вимірювальної техніки.

Метрологічний нагляд за законодавчо регульованими засобами вимірювальної техніки, що перебувають в експлуатації, здійснюється шляхом проведення перевірок відповідно до Закону України «Про основні засади державного нагляду (контролю) у сфері господарської діяльності».

### Метрологічний нагляд за кількістю фасованого товару
Метрологічному нагляду за кількістю фасованого товару в упаковках підлягають готові упаковки будь-якого виду під час фасування і продажу товару в разі, коли вміст таких упаковок не може бути змінений без їх розкривання чи деформування, а кількість товару зазначена в одиницях маси, об'єму або іншої фізичної величини.
На упаковці фасованого товару повинна бути зазначена номінальна кількість товару в одиницях маси, об'єму або іншої фізичної величини, якщо інше не передбачено нормативно-правовими актами, а у випадках, встановлених нормативно-правовими актами, — також інша інформація згідно з метрологічними вимогами до відповідних фасованих товарів.
Метрологічні вимоги до фасованих товарів, у тому числі вимоги до відхилень кількості фасованих товарів в упаковках від номінального значення, встановлюються технічними регламентами або іншими нормативно-правовими актами.
Метрологічний нагляд за кількістю фасованого товару в упаковках здійснюється шляхом проведення перевірок відповідно до Закону України «Про основні засади державного нагляду (контролю) у сфері господарської діяльності».